# Kent-Olle Johansson
Kent-Olle Johansson   (municipi de Simrishamn, 18 de novembre de 1960) és un lluitador suec, ja retirat, especialista en lluita grecoromana, que va competir durant la dècada de 1980.
El 1984 va prendre part en els Jocs Olímpics d'Estiu de Los Angeles, on guanyà la medalla de plata en la competició del pes ploma del programa de lluita grecoromana.